# Tournée d'inspection de Hu Yaobang dans la région autonome du Tibet
Du 22 au 31 mai 1980, Hu Yaobang, secrétaire général du parti communiste chinois, mena une tournée d'inspection au Tibet. Après cette visite Hu Yaobang effectua une « auto-critique de la politique chinoise au Tibet », « demanda une plus grande autonomie et proclama le respect de la liberté de croyance ».

## Contextes politiques

### Contexte national
Liu Xiaobo indique qu'au sein même du parti communiste chinois (PCC), au cours des années 1980, est apparue une « faction réformatrice éclairée », disposant du pouvoir de décision, qui préconisait la mise en œuvre des réformes politique et économique au même rythme. Les deux secrétaires généraux « éclairés », Hu Yaobang et Zhao Ziyang proposèrent un début de démocratisation politique. Les modérés du parti communiste chinois frayent la voie à une utilisation accrue de la langue tibétaine, à la reconstruction des bâtiments religieux (débouchant dans certaines régions sur un plus grand nombre de temples aujourd'hui qu'avant 1951) et à l'encouragement de la culture tibétaine. Mais ce mouvement démocratique n'était pas mûr et n'a pas fait preuve de la résolution et de l'habilité politique nécessaires. La faction des durs du parti, représentée par Deng Xiaoping, a éliminé les membres de la faction éclairée considérés comme des traitres.
En 1979, Deng Xiaoping invita Gyalo Thondup, frère du dalaï-lama, à Pékin et lui indiqua qu'indépendamment de la question de l'indépendance du Tibet, toutes les autres questions pourraient être discutées et tous les problèmes pourraient être résolus. Il proposa que le dalaï-lama envoie des délégations d'enquête au Tibet afin d'observer les conditions de vie des Tibétains. Les autorités chinoises pensaient que les délégations seraient impressionnées par les progrès réalisés au Tibet et par la solidarité des Tibétains avec la nation chinoise.

### Contexte local: les missions d'enquêtes des représentants du Dalaï Lama
Ren Rong, le premier secrétaire du parti communiste au Tibet, d'etnie Han, avait rapporté à Beijing que des conditions politiques étaient excellentes. En effet selon lui, les Tibétains étaient idéologiquement derrière le parti communiste et la patrie chinoise. Cependant, quand une de ces délégations, à laquelle participait un autre frère du dalaï-lama, visita les zones tibétaines dans la province du Qinghai, elle y reçut un accueil enthousiaste. Pékin étant embarrassé par cette expression de soutien pour le Dalaï-lama, et demanda à Ren Rong ce qui arriverait si la délégation devait continuer à Lhassa comme prévu. Ren indiqua que le peuple de Lhassa ont été plus idéologiquement développé que les fermiers simples et les bergers d'Amdo et soutenait les idéaux du parti communiste.

## Tournée d'inspection

### Préparation de la tournée et composition du groupe de travail
Le 14 mars 1980 se tenait le premier Forum de travail sur le Tibet organisé par le secrétariat du comité central. Hu Yaobang présidait les réunions de travail et deux mois plus tard, il a mené une tournée d'inspection au Tibet.
Le groupe de travail était composé essentiellement de 5 personnalités : Hu Yaobang; Wan Li, membre du comité central; Ngapo Ngawang Jigme, président du Comité des affaires ethniques de l'Assemblée nationale populaire; Yang Jingren, membre du comité central et responsable de la commission des affaires des nationalités et Zhao Zhengqing, vice ministre du Parti communiste chinois.

### Mesures proposées par Hu Yaobang
Le 29 mai 1980, dans un meeting devant 5 000 cadres à Lhassa, Hu Yaobang proposa six mesures pour résoudre la question tibétaine.
« 1 -  Le Tibet doit jouir d'une autonomie réelle et, pour ce faire, les cadres tibétains doivent trouver le courage de défendre les intérêts de leur ethnie. »
« 2 -  Les paysans et les éleveurs tibétains doivent être exemptés de redevances et de taxes à l'achat ».
« 3 -  Il faut passer d'une politique économique idéologique à une politique économique pragmatique, qui tient compte des spécificités locales ».
« 4 - Les subventions du gouvernement central  doivent être revues à la hausse ».
« 5 - Le statut de la culture tibétaine doit être renforcée ».
« 6 - Les cadres Hans doivent démissionner au profit des cadres tibétains ».

### Mesures constatées sur le terrain
Selon le journaliste Pierre-Antoine Donnet ,, citant une publication de Jigmé Ngapo dans Emancipation monthly, Hong Kong, décembre 1987, au début des réformes économiques engagées par Deng Xiaoping en 1979, Hu Yaobang constata que le peuple tibétain et le Tibet se trouvaient dans une situation d’une pauvreté écrasante. Pas un bâtiment moderne n’avait été construit à Lhassa. L’économie du Tibet autrefois autarcique était devenue complètement dépendante de la Chine continentale. Tous les biens de consommation, dont la nourriture, devaient être importés. Le Tibet n’exportait que quelques minéraux, des herbes médicinales et du bois. Hu Yaobang fit une déclaration que personne n’avait faite avant lui en Chine : « Ceci, c’est du colonialisme à l’état pur ». Hu Yaobang prit conscience des souffrances endurées par les Tibétains et des relations tendues avec les Hans. Il critiqua les cadres Han et loua l’histoire, la culture, la civilisation, l’ardeur et l’intelligence des Tibétains. Hu Yaobang prit des mesures pour rendre vie au Tibet sinistré en demandant :
- d’exempter d’impôt pendant 3 ans les paysans et les nomades,
- le départ du Tibet de 85 % des cadres chinois[7].
- le renforcement de l’autonomie du Tibet[11].

Hu Yaobang était aussi en faveur d'une politique pragmatique au Tibet, pensant qu'il fallait donner les pouvoirs aux Tibétains pour administrer leurs propres affaires et réclamant une réelle autonomie.

## Conséquences
Jean Dif indique que Hu Yaaobang « reconnaît officiellement que des fautes ont été commises » et le comité régional du parti est épuré. Pierre-Antoine Donnet précise que, à la suite de cette visite, le secrétaire du parti communiste au Tibet, Ren Rong, fut limogé et remplacé par Yin Fatang, un responsable militaire en poste depuis 1950 au Tibet.
À l'issue de la visite d'inspection, des milliers de prisonniers tibétains seront  libérés. Le gouvernement chinois engagea des négociations avec le dalaï-lama, qui fut invité à envoyer des délégations au Tibet en 1979, 1980, 1982 et 1985. Le Tibet, jusqu'alors interdit aux étrangers s'ouvre au tourisme international. Toutefois la Chine met toujours en œuvre « une politique de colonisation et d'immigration systématique ».
Selon Vegard Iversen qui cite les études de Jean Drèze (en) et collaborateurs, en 1982 le Tibet avait le plus faible taux d'alphabétisation de toutes les provinces de la Chine, que ce soit en zone urbaine ou rurale. L'écart entre urbains et ruraux était aussi le plus grand, soulignant le désintérêt relatif de la politique publique pour cette dernière catégorie. Les années 1980 ayant suivi la visite de Hu Yaobang au Tibet qui mena le parti communiste à remettre en cause sa politique au Tibet, le recensement de 1990 peut être utilisé pour en évaluer les effets sur l'alphabétisation. Bien que le niveau s'est amélioré dans de nombreuses provinces chinoises, dans les années 1990 le Tibet a stagné. Il est en bas de l'échelle en Chine, mais aussi du monde concernant l'alphabétisation (Iversen renvoie au tableau du Programme des Nations unies pour le développement). Les rapports sur l'éducation au Tibet contredisent les déclarations des autorités chinoises qui affirment poursuivre des efforts sérieux pour le développement du Tibet.
En 1986, les Tibétains, profitant de la politique libérale en matière religieuse adoptée par Wu Jinghua, le nouveau premier secrétaire du parti au Tibet, se mirent pour la première fois à afficher publiquement des photos du dalaï-lama. Par la suite, Wu Jinghua sera limogé pour « déviationnisme de droite » en 1988.

## Analyses
Laurent Deshayes et Frédéric Lenoir considèrent que l'analyse de Hu Yaobang rejoint les critiques émises par le 10e panchen lama dans sa Pétition en 70 000 caractères et le gouvernement tibétain en exil : « la politique chinoise au Tibet s'apparente à du colonialisme, les Tibétains sont sous-représentés dans l'administration régionale, leur niveau de vie a chuté depuis la libération de 1951-59, la culture est menacée de disparaître faute d'un apprentissage de la langue et de la religion ».
Selon le mouvement International Campaign for Tibet, les Tibétains se souviennent de Hu Yaobang comme du seul dirigeant chinois à avoir formulé des excuses officielles envers eux pour les actions du Parti au Tibet.

## À voir